# Monte Cildá (Palencia)

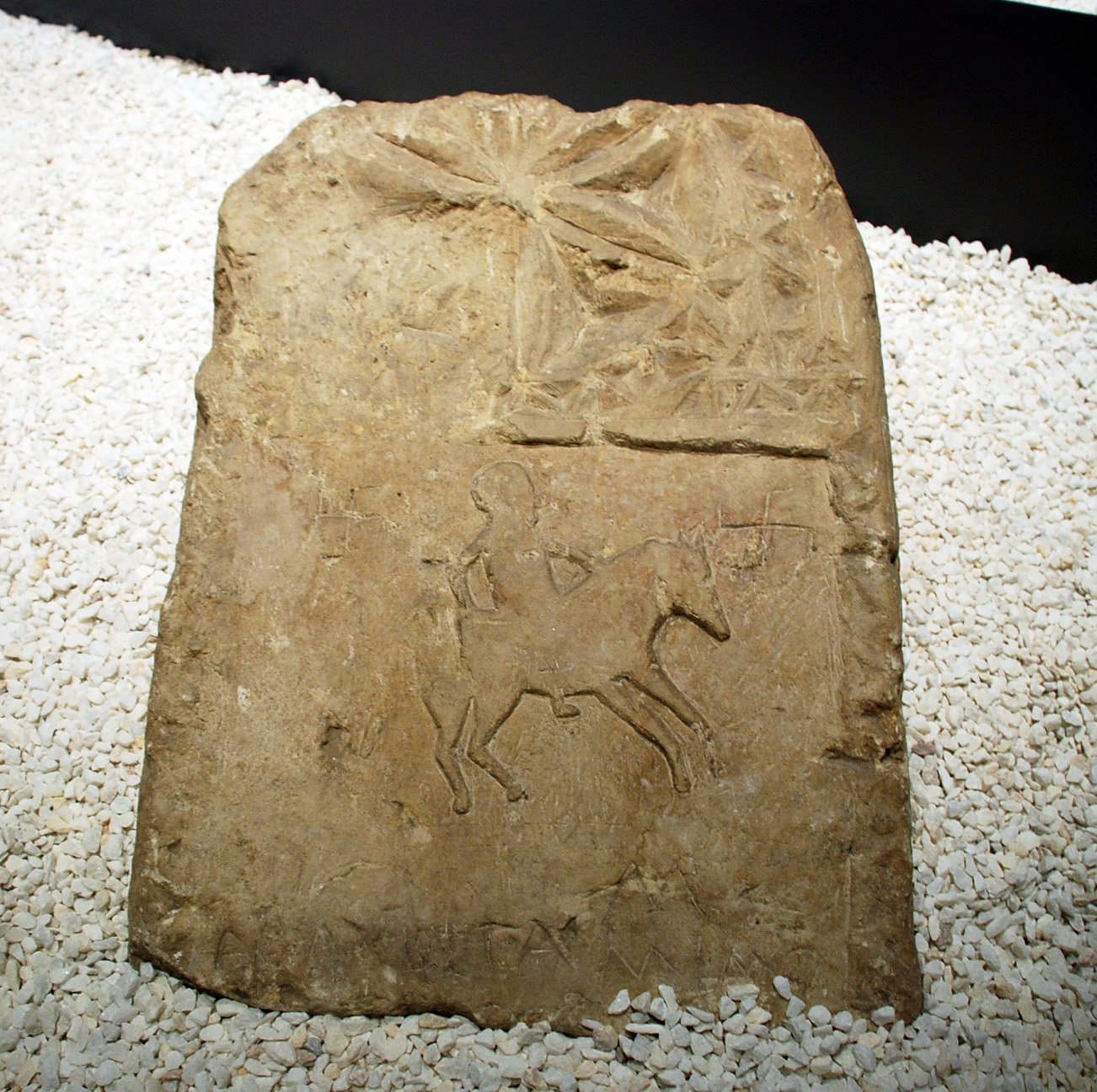
Estela dedicada por Emilia proveniente de Monte Cildá

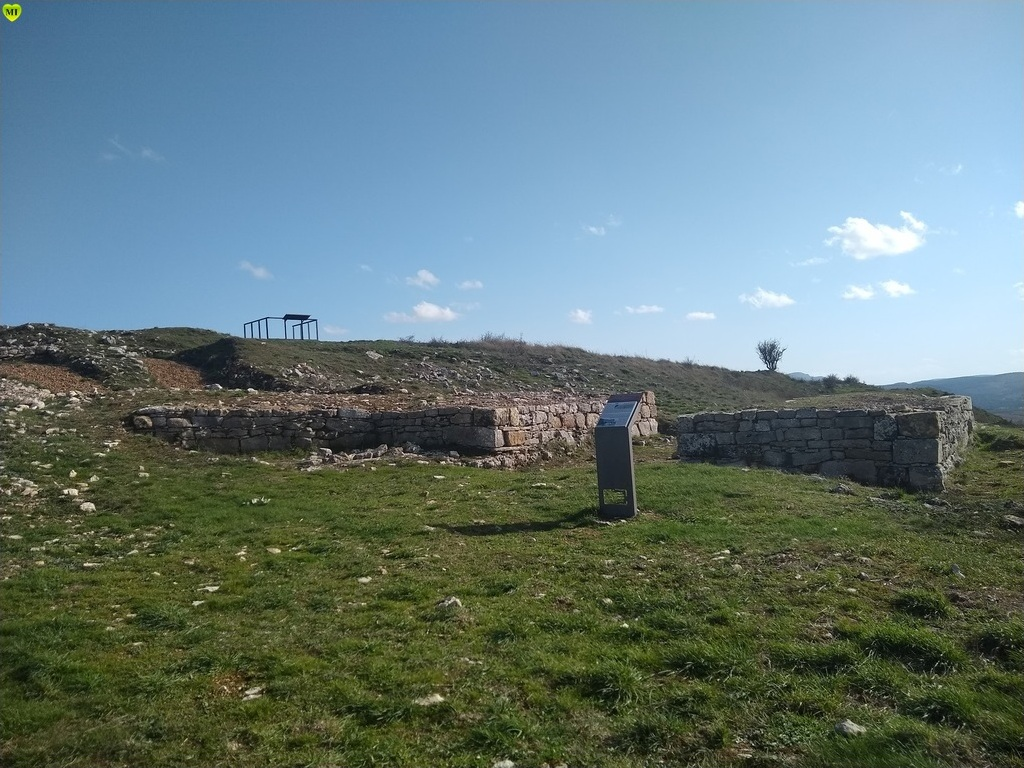
Castro de Monte Cildá

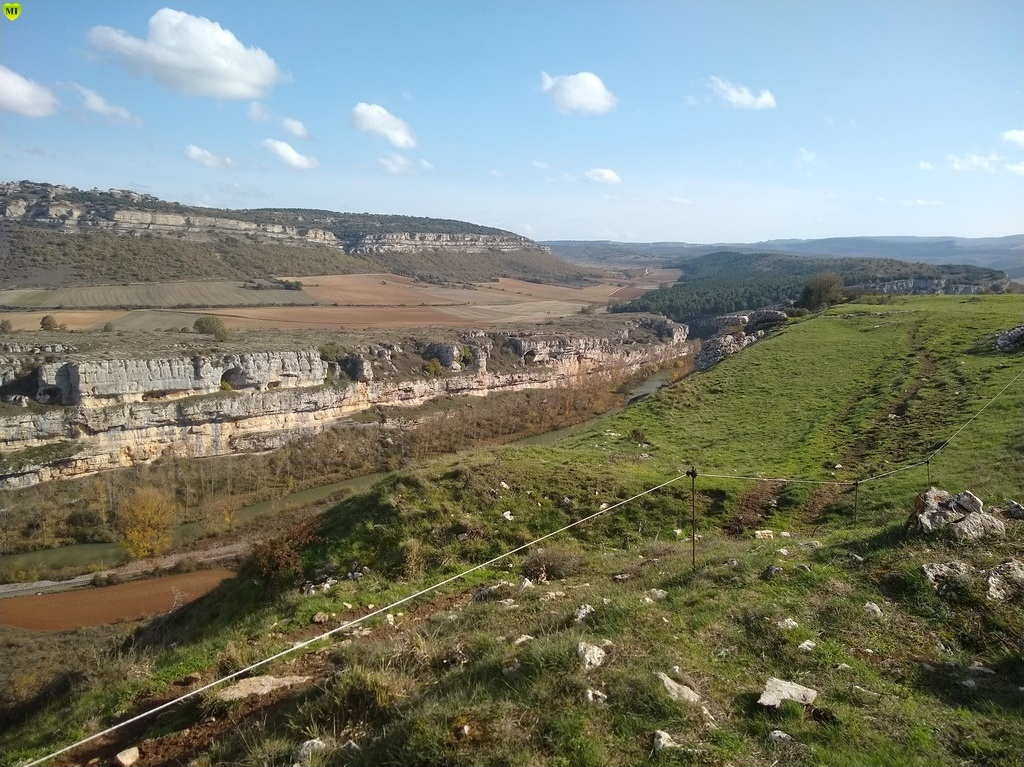
Vista del cañón de la Horadada desde el monte Cildá

El monte Cildá es una montaña situada junto a la localidad de Olleros de Pisuerga, al norte de la provincia de Palencia (España), en el municipio de Aguilar de Campoo, en la que se han localizado importantes vestigios arqueológicos, como los restos de poblamientos cántabros, romanos y visigodos, y algunos investigadores sitúan en él la ciudad cántabra de Vellica. Es un importante yacimiento de época prerromana, conocido como castro de monte Cildá.

## Ubicación
El monte Cildá es una montaña con una altitud máxima de 975 m s. n. m., dividida en dos mesetas, una a 920 m s. n. m. y la superior a 950 m s. n. m. En la pared O de la inferior se encuentra la iglesia rupestre de Olleros de Pisuerga, y toda la parte E está bordeada por el río Pisuerga, que forma en esta zona el Cañón de la Horadada, que lo separa del Espacio Natural de Las Tuerces y lo convierte por esta zona en un importante baluarte, desde el cual se domina una gran llanura. Se encuentra junto a la localidad de Olleros de Pisuerga, que pertenece al municipio de Aguilar de Campoo, del que dista 7 km, junto a la autovía Cantabria-Meseta.

## Campañas arqueológicas

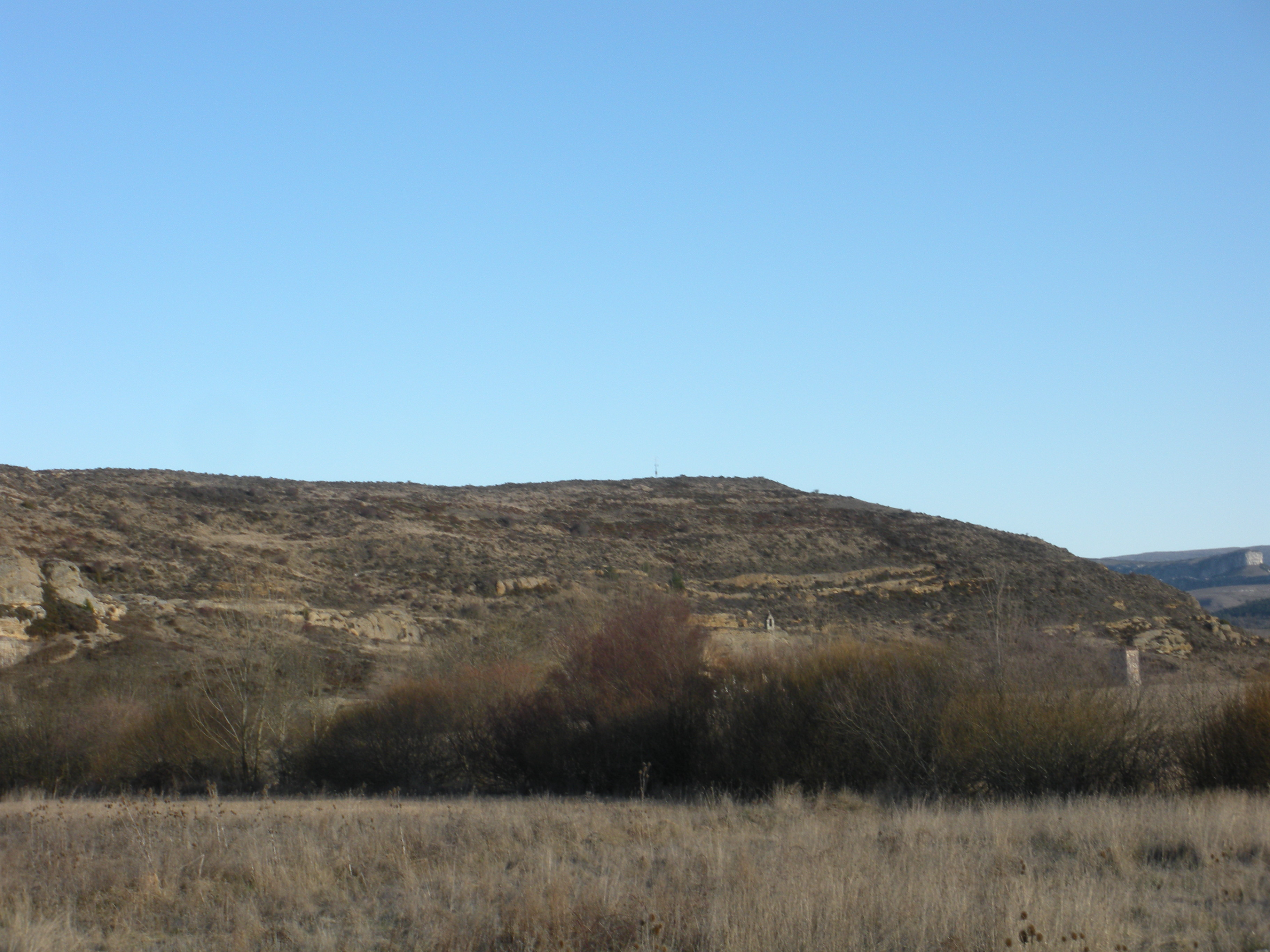
Vista del monte Cildá desde Olleros de Pisuerga. Se puede apreciar en su parte inferior el campanario de la iglesia rupestre de Olleros.

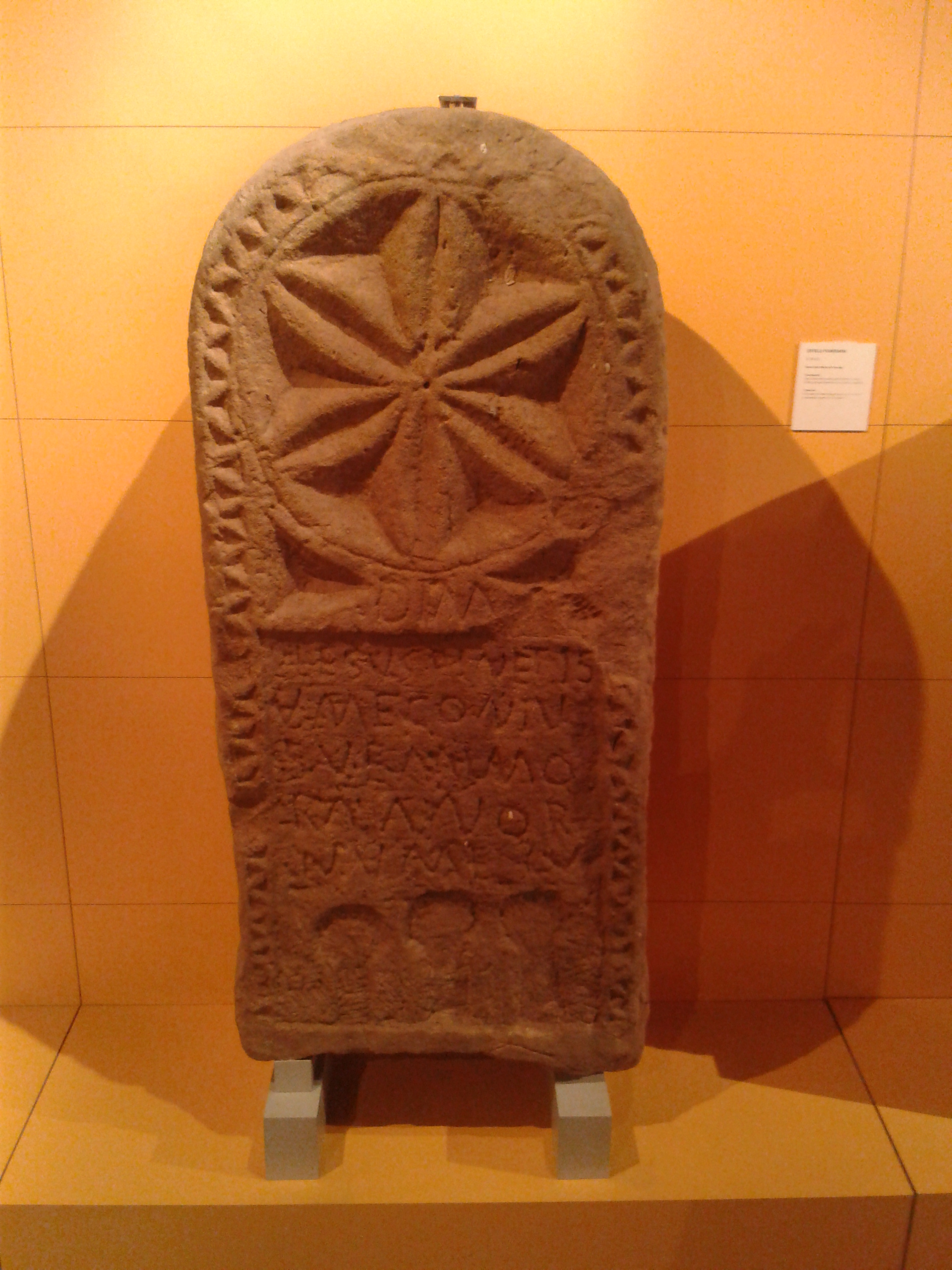
Estela funeraria hallada en el monte Cildá, y que se conserva en el Museo Arqueológico de Palencia. La inscripción reza:
D(iis) M(anibus)/EL(a)ESUS PINETIS UM(a)E CONIU(gi)/SU(a)E MIMO/RA(m)AN(n)OR(um) NUMERU
traducido como: "A los dioses infernales Manes. Elaesus a la memoria de su piadosísima esposa en su aniversario".

Las primeras prospecciones en este oppidum fueron llevadas a cabo en 1891 por encargo de Claudio López Bru, Marqués de Comillas, que también se interesó por el cercano Yacimiento de Monte Bernorio en busca de objetos antiguos. Se hallaron una treintena de estelas funerarias del s. III.
Posteriormente, y desde 1963, la Diputación de Palencia financió estudios llevados a cabo por el arqueólogo Miguel Ángel García Guinea. En esta época fueron descubiertas las murallas defensivas y hallados multitud de objetos (la epigrafía encontrada es la más numerosa de toda la zona: estelas sepulcrales, aras e inscripciones honoríficas) que atestiguaban la presencia ininterrumpida de asentamientos en la zona, depositados en el Museo de Prehistoria y Arqueología de Cantabria y el Museo Arqueológico de Palencia.
El principal hallazgo arqueológico fue la primera tésera cántabra conocida, una Tésera de hospitalidad encontrada por un particular y estudiada por Eduardo Peralta Labrador. Se encontraba en buen estado y tenía una inscripción en celta.
Es un yacimiento prácticamente por descubrir, ya que las catas arqueológicas realizadas en el mismo han sido escasas, y su conservación corre el riesgo de deterioro, debido a lo cual se encuentra en la Lista Roja de patrimonio en peligro. A partir de 2002 se reanudaron las excavaciones, financiadas por la Junta de Castilla y León. Su objetivo es recabar el mayor número de datos posible, para aseverar las épocas exactas de cada construcción y adaptar el yacimiento para su exhibición pública.

## Período cántabro: castro de monte Cildá
Cildá fue habitado por los cántabros desde el siglo I a. C. Fue Claudio Ptolomeo (II,6,51) el primero en mencionar Vellika entre los pueblos cántabros.
Importantes autores, como Schulten, García Guinea e Iglesias Gil han situado en monte Cildá la ciudad de Vellica. También según Joaquín González Echegaray esta ciudad correspondería con la fortificación de monte Cildá, «donde apareció una inscripción que cita al clan de los Vellicum», y que «tuvo que ser conquistada por los romanos al penetrar desde el sur, después del castro de Peña Amaya y antes de monte Bernorio».
Igualmente se ha sugerido que Vellica y Bergida son la misma ciudad, con diferentes interpretaciones. Otra opción aceptada es la de que la ciudad se encontraba en el llano contiguo (Mave) y el castro era un puesto defensivo.

### Batalla del monte Cildá

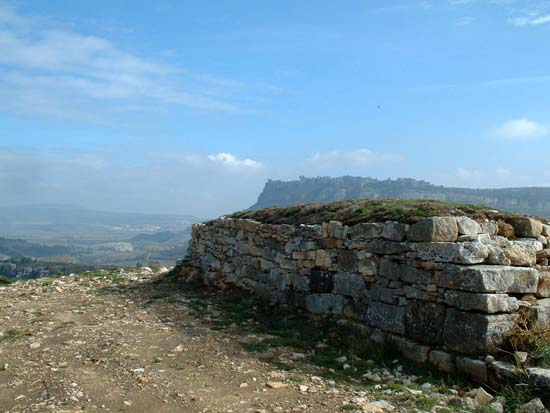
Vista de una parte de la muralla romana en el monte Cildá. Al fondo se pueden apreciar Las Tuerces y Villaescusa de las Torres.

En el siglo I a. C., el Imperio romano comenzó su asalto definitivo a los territorios dominados por cántabros y astures, llevado a cabo en persona por el emperador César Augusto, las denominadas guerras cántabras.
Según las narraciones de Floro y Orosio, a los pies de Vellica, en el llano, se desarrolló en el año 25-26 a. C. una monumental batalla entre romanos y cántabros que culminó con la toma de la ciudad, en la que intervino el propio emperador. Otros historiadores sitúan la batalla en la llanada de Mave.
Esta conquista fue llevada a cabo por la poderosa Legio IIII Macedonica, establecida en Pisoraca (Herrera de Pisuerga) como antesala del asalto al castro de monte Bernorio, cuyo asedio, en función de los vestigios hallados, guarda algunas diferencias con el de Cildá. Es posible que también interviniera en la batalla, dada su envergadura, la Legio IX Hispana. A la conquista de la ciudad siguió su destrucción por parte de las fuerzas romanas.

## Ocupación romana
Vellica figura como Villegia en el Itinerario de barro, atravesada por la Via Legione VII Gemina ad Portum Blendium, una calzada romana que tenía como punto de partida Legio VII Gemina (León), y final en Portus Blendium (Suances). 
Tras desalojar a los cántabros del enclave, los romanos fortificaron fuertemente la zona, para aprovechar su alto valor estratégico. Algunos autores afirman que fue convertida en acrópolis. Esta fortificación fue reforzada hasta tres veces, empleándose no sólo restos de antiguos edificios sino también lápidas sepulcrales, la última en el s. V, en piedra de sillería, para protegerla de las invasiones bárbaras. Algunos restos de esta muralla permanecen aún en el lugar.

## Período visigodo
En el s. V comenzaron las invasiones germánicas en la península ibérica, y en 574 Leovigildo, rey de los visigodos, conquistó la Cantabria romana. Cildá pasó a ser habitada entonces por los visigodos, que la abandonaron tras el derrumbamiento del Estado visigodo.

## Período postvisigodo
En 754, la zona fue tomada por los musulmanes, lo que obligó a huir a la población, pero estos no utilizaron el asentamiento, recuperado durante la Reconquista, y que ya no volvería a ser habitado.
Algunas de las piedras de sus fortificaciones fueron aprovechadas para construcciones cercanas.